# Viaduc du Pays de Tulle
Le Viaduc du Pays de Tulle est un pont en béton précontraint situé sur les communes de Naves et Les Angles-sur-Corrèze, dans le département de la Corrèze en France.
Il a été construit entre 2000 et 2002 pour faire la liaison de l'A89 entre les sorties Tulle-Nord et Tulle-Est.
Le viaduc, avec ses cinq piliers, a une longueur de 854 m et une hauteur libre maximum de 150 m au-dessus de la Corrèze. Il s'agit d'un des ponts les plus hauts de France en termes de hauteur libre et de hauteur des piles. La pile P4, avec ses 124 mètres de hauteur, se classe en quatorzième position des piles les plus hautes de France.
Le viaduc se situe à 3 kilomètres à l'ouest du Viaduc du Chadon.

## Principaux intervenants
- Maître d'ouvrage : Autoroutes du Sud de la France
- Conception : Jean Muller International
- Architectes : Charles Lavigne, Alain Montois
- Construction en groupement : Fougerolle, GTM Construction

## Principales dimensions
- Longueur totale : 853,814 m ;
- Portées des travées : 68,307 m - 123,655 m - 180,092 m - 180 m - 180,092 m - 100,104 m ;
- Hauteur de la chaussée au-dessus du fond de vallée : 150 m ;

Tablier 

- Hauteur du tablier : 4.00 - 9,80 m ;
- Largeur maximale du caisson : 19,534 m